# Kroppsutvidgning
En kroppsutvidgning är inom matematik en kropp som innehåller en annan kropp. Ofta utgår man från en speciell kropp och utökar den med fler element till en större kropp, ett förfarande som exempelvis används vid konstruktion av splittringskroppar.
Kroppsutvidgningar kan generaliseras till ringutvidgningar.

## Definitioner
En delkropp K till en kropp L är en delmängd till L som är sluten under kroppsoperationerna och inverstagning. L sägs omvänt vara en kroppsutvidgning till K.
Givet en kropp K kan man skapa kroppsutvidgningar genom att adjungera element från en kroppsutvidgning L. Om {\displaystyle \alpha _{1},...,\alpha _{n}} är element från L så är kroppsutvidgningen {\displaystyle K(\alpha _{1},...,\alpha _{n})} snittet av alla underkroppar till L som innehåller K och alla element {\displaystyle \alpha _{1},...,\alpha _{n}}. En kroppsutvidgning som skapas genom adjungering av ett enda element, {\displaystyle K(\alpha )} kallas för en enkel utvidgning och elementet {\displaystyle \alpha } för primitivt element.
En kroppsutvidgning L av K kan ses som ett vektorrum över K och kan klassas som ändlig- eller oändligdimensionell. Om L är en ändligdimensionell utvidgning så kallas dimensionen av L som vektorrum för utvidgningens gradtal, vilket betecknas {\displaystyle [K:L]}.
Givet en kroppsutvidgning L av en kropp K, sägs ett element {\displaystyle \alpha } i L vara algebraiskt i K om det finns ett icke-konstant polynom f med koefficienter i K så att {\displaystyle f(\alpha )=0}. Ett element som inte är algebraiskt kallas transcendent. En kroppsutvidgning M av K sägs vara en algebraisk utvidgning om varje element i M är algebraiskt i K och en transcendent utvidgning annars.

## Exempel
- De komplexa talen C är en enkel algebraiskt utvidgning av de reella talen R med gradtal 2, ty {\displaystyle \mathbb {C} =\mathbb {R} (i)} och i är en rot till {\displaystyle x^{2}+1}.
- R är en utvidgningskropp till kroppen Q av rationella tal. Utvidgningen har oändlig transcendensgrad.
- Den algebraiska talkroppen {\displaystyle \mathbb {Q} ({\sqrt {3}})} är en kvadratisk utvidgning till Q och kan realiseras genom {\displaystyle {\bf {Q}}({\sqrt {3}})=\{a+b{\sqrt {3}}:a,b\in {\bf {Q}}\}.}
- En splittringskropp S till ett polynom p i polynomringen till en kropp K är en kroppsutvidgning till K sådan att p kan faktoriseras i linjära termer i S och {\displaystyle S=K(\alpha _{1},...,\alpha _{n})} är nollställena till f i S. Exempelvis är {\displaystyle {\bf {Q}}({\sqrt {2}})} splittringskroppen till {\displaystyle x^{2}-2} i Q.

## Egenskaper
Om L är en utvidgning av K så delar L och K etta och nolla, den additiva gruppen {\displaystyle (K,+)} är en undergrupp till {\displaystyle (L,+)} och motsvarande för de multiplikativa grupperna. K och L har samma karakteristik.
Om {\displaystyle \alpha } är algebraisk i K med minimalpolynom {\displaystyle m(x)} så gäller att
{\displaystyle K(\alpha )\cong {\frac {K[x]}{(m(x))}},}
d.v.s. utvidgningen är isomorf med en kvotring av polynomringen {\displaystyle K[x]}.
Om K har karakteristiken 0 så är varje ändlig utvidgning en enkel utvidgning, den så kallade primitiva elementsatsen.